# Христианско-демократическое движение
Христианско-демократическое движение (словац. Kresťanskodemokratické hnutie — KDH) — консервативная христианско-демократическая политическая партия в Словакии. Её также определяли как антикоммунистическую и даже христианско-фундаменталистскую.

## История
Партия была создана 17 февраля 1990 года на учредительном съезде в Нитре. Первым председателем партии стал Ян Чарногурский. Уже в марте 1990 года из-за разногласий партию покинули представители венгерского меньшинства, основавшие собственную христианско-демократическую партию. Партия входила в правящие коалиции Микулаша Дзуринды в 1998—2006 годах. После выборов 2006 года партия перешла в оппозицию. В сформированное после выборов 2010 года правительство Иветы Радичовой вошли 3 представителя ХДД. После выборов 2012 года опять в оппозиции. Партия также представлена в Европарламенте 2 депутатами (Анна Заборская и Мирослав Миколашик) из 13 мест, отведённых для Словакии (в 2004—2009 годах — 3 из 14). Нынешний председатель партии Ян Фигель в 2004—2009 был европейским комиссаром по образованию и культуре.
После провала партии на парламентских выборах 2016 года Ян Фигель ушёл в отставку, временно исполняющим обязанности председателя стал заместитель председателя Павол Заяц.
11 июня 2016 года председателем избран Алойз Глина. После провала партии на парламентских выборах 2020 года Алойз Глина ушёл в отставку, 1 марта временно исполняющим обязанности председателя стал заместитель председателя Павол Заяц.
22 августа 2020 года председателем избран председатель Прешовского самоуправляющегося края Милан Маерский.

## Участие в выборах
| Год, выборы         | голосов | мест | Δ       |
| ------------------- | ------- | ---- | ------- |
| 1990, СНР           | 19,21 % | 31   | Впервые |
| 1992, СНР           | 8,89 %  | 18   | ▼ 13    |
| 1994, парламентские | 10,08 % | 17   | Впервые |
| 1998, парламентские | ..      | ..   | ..      |
| 2002, парламентские | 8,25 %  | 15   | ..      |
| 2004, Европарламент | 16,19 % | 3    | Впервые |
| 2006, парламентские | 8,31 %  | 14   | ▼ 1     |
| 2009, Европарламент | 10,87 % | 2    | ▼ 1     |
| 2010, парламентские | 8,52 %  | 15   | ▲ 1     |
| 2012, парламентские | 8,82 %  | 16   | ▲ 1     |
| 2014, Европарламент | 13,21 % | 2    | ▬       |

## Организационная структура
ХДД состоит из краевых центров, краевые центры из окружных центров, окружные центры из клубов. Высший орган — сейм (snem), между сеймами — совет (rada), между советами — президиум (predsedníctvo), высший орган краевых центров — краевой сейм, между краевыми сеймами — краевые советы (krajská rada), между заседаниями краевых советов — президиумы краевых центров, высшие органы окружных центров — окружные сеймы (okresný snem), между окружными сеймами — окружные советы (okresná rada), между заседаниями окружных советов — президиумы окружных центров (predsedníctvo okresného centra), высшие органы клубов — собрания членов (zhromaždenie členov).